# Vacuna Corona
Vacuna Corona is een corona op de planeet Venus. Vacuna Corona werd in 1985 genoemd naar Vacuna, Sabijnse godin van de oogst uit de Romeinse mythologie.
De corona heeft een diameter van 448 kilometer en bevindt zich in het quadrangle Meskhent Tessera (V-3). Ten westen van de corona ligt de inslagkrater Masha.